# Xianren Qiao
Xianren Qiao (chinesisch 仙人橋, Pinyin Xiānrén Qiáo – „Elfen Brücke“) ist ein Felsentor in China. Der Naturbogen erreicht mit einer Spannweite von 121,9 m ± 4,6 m weltweit die längste gemessene Spannweite eines Felsentors. Der Bogen überspannt den Buliu He im Norden von Guangxi in China. Die Region ist stark verkarstet und der Bogen besteht aus einem ehemaligen, jetzt durchbrochenen, Umlaufberg. Aufgrund seiner abgeschiedenen Lage wurde der Bogen erst in jüngerer Zeit entdeckt. Er ist nur nach einer dreistündigen Bootstour zugänglich. Erst einer Expedition der Natural Arch and Bridge Society im Oktober 2010 gelang es die Spannweite auszumessen.